# Městské části Bratislavy

Rozdělení Bratislavy na okresy a městské části

Katastrální území Bratislavy

Bratislava se rozděluje na 5 okresů a ty jsou dále rozdělené na 17 městských částí. Největší městskou částí jsou Podunajské Biskupice, s podílem 11,5 %. Nejmenší městskou částí je Lamač s podílem 1,8 % z celkové rozlohy města.
Bratislava se dělí na 20 katastrálních území, přičemž katastrální území jsou identické spolu s městskými částmi. Výjimkou je městská část Nové Mesto, která je rozdělená na katastrální území Nové Mesto, Vinohrady a městská část Ružinov. Ta je rozdělená na katastrální území Ružinov, Trnávka a Nivy.
Kurzívou jsou označeny místní části, které nemají vlastní samosprávu:
| Okres          | Městská část         | Místní část | Počet obyvatel | Rozloha (km2) | Připojení k městu | Poloha |
| -------------- | -------------------- | --- | -------------- | ------------- | ----------------- | ------ |
| Bratislava I   | Staré Město          | Historické jádro, Patrónka                                                                                          | 42,546         | 9.57          | -                 |        |
| Bratislava II  | Ružinov              | Nivy, Pošeň, Prievoz, Ostredky                                                                                      | 74,408         | 39.7          | 1946              |        |
| Bratislava II  | Vrakuňa              | Dolné hony | 20,107         | 10.29         | 1972              |        |
| Bratislava II  | Podunajské Biskupice | Dolné hony, Ketelec, Lieskovec,Medzi jarkami                                                                        | 22,154         | 42.49         | 1972              |        |
| Bratislava III | Nové Mesto           | Ahoj, Jurajov dvor, Koliba, Kramáre, Mierová kolonia, Pasienky, Vinohrady                                           | 40,246         | 37.48         | -                 |        |
| Bratislava III | Rača                 | Krasnany, Rača, Východné, Žabí majer                                                                                | 24,419         | 23.65         | 1946              |        |
| Bratislava III | Vajnory              | - | 5,976          | 13.53         | 1946              |        |
| Bratislava IV  | Karlova Ves          | Dlhé diely, Kútiky, Mlynská dolina, Rovnice                                                                         | 33,228         | 10.95         | 1943              |        |
| Bratislava IV  | Dúbravka             | Podvornice, Záluhy, Krčace                                                                                          | 33,740         | 8.64          | 1946              |        |
| Bratislava IV  | Lamač                | Podháj, Rázsochy | 7,457          | 6.54          | 1946              |        |
| Bratislava IV  | Devín                | - | 1,734          | 14            | 1946              |        |
| Bratislava IV  | Devínska Nová Ves    | Devínské Jazero, Kostolné, Paulinské Podhorské, Sídlisko Stred, Vápenka                                             | 15,817         | 24.21         | 1972              |        |
| Bratislava IV  | Záhorská Bystrica    | Plánky, Podkerepušky, Strmé vršky                                                                                   | 15,817         | 24.21         | 1972              |        |
| Bratislava V   | Petržalka            | Dvory, Háje, Lúky, Petržalka-Juh, Petržalka-Sever, Petržalka-Západ, Petržalka-Východ, Pečniansky les, Zrkadlový háj | 104,376        | 28.68         | 1946              |        |
| Bratislava V   | Jarovce              | - | 2,580          | 21.34         | 1972              |        |
| Bratislava V   | Rusovce              | - | 4,175          | 25.55         | 1972              |        |
| Bratislava V   | Čunovo               | - | 1,557          | 18.62         | 1972              |        |